# لي ليونارد
لي ليونارد (بالإنجليزية: Lee Leonard)‏ هو معلق رياضي أمريكي، ولد في 3 أبريل 1929 في نيويورك في الولايات المتحدة، وتوفي في 16 ديسمبر 2018.